# アート・センター・カレッジ・オブ・デザイン
アート・センター・カレッジ・オブ・デザイン（英語: Art Center College of Design, Art Center）は、非営利の私立美術大学である。アメリカのカリフォルニア州パサデナを所在地とする。

## 沿革
アートセンターは1930年にロサンゼルスのダウンタウンに創立された。当初の名前は、アートセンター・スクール（Art Center School）だった。1935年、フレッド・アーチャーが写真学科を立ち上げた。アンセル・アダムスは1930年代後半に客員講師として教えていた。第二次世界大戦中および終戦後、アートセンターは技法的イラストレーション講座をカリフォルニア工科大学と連携して開いていた。
1947年、終戦の影響で学生数が大幅に増えたので、アートセンターはより広い場所に移転することになった。新校舎は旧・カムノック女子学校（Cumnock School for Girls）の跡地で、ハンコック公園の近所にあった。ダウンタウンにある移転前の校舎も保持していた。1949年、アートセンターは学士号と修士号を授与し始めた。そして1955年、アメリカ西部大学学校協会（Western Association of Schools and Colleges）に完全な大学として認証を受けた。1965年、学校名を現在のアートセンター・カレッジ・オブ・デザインに改称した。
その後も学科の拡張は続き、1973年には映像学科ができた。1976年にパサデナのヒルサイド・キャンパスに移転した。1986年から1996年にかけて、アートセンター・ヨーロッパをスイスのラ・トゥール・ド・ペイルスで運営していた。2003年、アートセンターは国際連合の広報局から非政府組織（NGO）として認定された。2004年、パサデナにサウス・キャンパスを設けた。

## 研究・教育
アートセンターは学部と大学院の両レベルで、アート・デザイン分野の幅広い学科を提供している。また、子どもや高校生向けの一般公開授業や、大人のための生涯学習講座もロサンゼルスの都市部で開いている。インタラクションデザインの学位を発行する数少ない大学の一つである。アートセンターはパサデナに2つのキャンパスを持っており、どちらも注目に値する建築設計がなされている。
アートセンターは当初、職業訓練学校として知名度を得ていた。退役した陸軍兵士が社会復帰するための商業美術の教育を行っていたのである。学位の授与が始まったのは1949年のことだった。アートセンターは長年、社会的・人道的な問題に対して、デザインを通じて積極的に関わってきた。2003年にこの功績が認められ、アートセンターはデザイン系の大学としては初めて、NGO（非政府組織）の地位を国連から付与された。
大学のロゴはオレンジの円で、アートセンター・「ドット」とも呼ばれる。これが大学のアイデンティティを形作っており、創立者のティンク・アダムスとその仲間たちの時代から代々受け継がれているものである。
アートセンターはアメリカ西部大学学校協会とアメリカ美術大学協会により大学として認証を受けている。

### ランキング
美術大学は普通、一般大学を対象としたランキング（『USニューズ&ワールド・レポート』誌など）に名を連ねることはない。しかし、アートセンターは数多くの新聞・雑誌にて高く評価されている。学部・大学院の両方で設けられているインダストリアルデザイン学科は、『デザイン・インテリジェンス』誌から継続してナンバーワンに選ばれている。『USニューズ&ワールド・レポート』誌によれば、アートセンターのアート学科、インダストリアルデザイン学科、メディアデザイン・プラクティス学科は、アメリカ国内大学院ランキングのトップ20に入るとされる。最近では、アートセンターの映像学科が影響力を強めており、『ハリウッド・リポーター』誌が選ぶ世界の映像系大学トップ25のリストに名を連ねた。
2014年、『マネー』誌は最も付加価値の高い大学ベスト25を発表し、アートセンターを3位に選んだ。2013年にCoroflot.comの行った調査によると、アートセンターの卒業生は、アメリカにある他の有名美術大学の卒業生に比べ、最も平均年収が高いことが判明した。

## 施設
アートセンターはパサデナに2つのキャンパスを持っている。ヒルサイド・キャンパスとサウス・キャンパスである。

### ヒルサイド・キャンパス

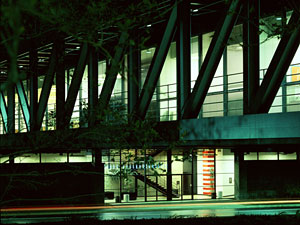
アートセンターのヒルサイド・キャンパスの夜中の様子。

ヒルサイド・キャンパスはクレイグ・エルウッドのデザインしたモダニズム建築であり、1974年11月に着工した。パサデナの丘の上に「橋型の建造物」が造られ、小川から車道まで175エーカー（71ヘクタール）にわたって架かっている。1976年に完成してから、建物は南方まで拡張された。拡張部分については、エルウッドの元同僚ジェームズ・タイラーがデザインし、1989年から1991年にかけて工事が行われた。ヒルサイド・キャンパスには次の施設がある。教室、スタジオ、複数のコンピュータ・ラボ、ジェームズ・レモント・フォッグ記念図書館、モデルショップ（伝統的な制作道具だけでなく、ラピッドプロトタイピング技術も使用可能。例えば、多軸CNC工作機械、レーザーカッター、何種類かの3Dプリンター）、絵画制作施設、素材研究室（CMTEL）、（自動）インテリア・シミュレーション・ラボ、シンクレア・パビリオン、写真・映像ステージ（印刷・編集施設付き）、学生がキュレーターを務めるギャラリー、外部の展示ギャラリー（両ギャラリーは一般公開されている）。ヒルサイド・キャンパスは、パサデナ市から文化財として指定されている。

### サウス・キャンパス
サウス・キャンパスは2004年に開かれた。キャンパスの土地は、もともと第二次世界大戦中に作られた実験飛行場であったが、サンタモニカに拠点を置くダリー・ジェニック社がリノベーションを行った。キャンパスには次の施設がある。大学院アート学科、メディアデザイン・プラクティス学科、スタジオ、展示スペース、印刷所、凸版印刷スタジオ。加えて、次のような一般向けプログラムも催されている。アートセンター・アット・ナイト、アートセンター・フォー・キッズ、デザイン・ベースド・ラーニング・ラボ。ウインド・トンネルという1,500平方メートルの展示スペースがあり、メディアデザイン・プラクティス学科が使用している。ウインド・トンネルではこれまで、以下のようなイベントが開かれてきた。2年に一度開かれるアートセンター・デザイン会議（2006年の「ラディカル・クラフト」、2008年の「シリアス・プレイ」など）、年に一度開かれる持続可能な移動手段についてのサミット、大きな展示（「スーパーソニック：1つのウインド・トンネル、8つの学校、120人のアーティスト」、「ガーデン・ラボ」、「オープン・ハウス：知的生活のための建築と技術（ヴィトラ・デザイン美術館との共催）」）。他にも、地域コミュニティの集会やイベントも色々と行われている。
2012年、アートセンターはサウス・キャンパスを拡張するため、現在のキャンパスに隣接する旧・アメリカ合衆国郵便公社の土地を購入することを発表した。このとき、アートセンターはキャンパス計画と教育施設の拡充を進めるパートナーとして、マイケル・マルツァン建築事務所を指名した。しかし、この同意があるにもかかわらず、2014年に郵便公社跡地のリノベーションを行ったのはダリン・ジョンストン建築事務所であった。また2014年、アートセンターはパサデナの「ゲートウェイ」にあるオフィスビルを購入することを発表した。学生の新しい住居として使う予定だという。アートセンターの計画では、現在「サテライト」キャンパスのような扱いを受けているサウス・キャンパスを、ヒルサイド・キャンパスと同程度に授業・活動が行われる水準まで高めていく予定だという。

## 日本との関係
戦後、工業デザインの重要性が高まるにつれ、その技術を導入する動きが1950年代半ばから活発化してきた。
1955年、通商産業省は貿易振興策の一環としてデザイン研究員の海外留学を予算化し、JETROがその実務機関となってアメリカへ留学生を派遣した。工業技術院・産業工芸試験所からは職員の服部茂夫がアートセンター・スクールに学んだ。 
また1956年11月にはエドワード・A・アダムス校長、ジョージ・A・ジャーゲンソン部長、ジョン・コールマン教授、フランク・中村助手を招聘し、同試験所に於て工業デザイン講習会を実施した。

## 著名な卒業生
- マイケル・ベイ - 映画「アルマゲドン」「ザ・ロック」の監督
- ザック・スナイダー - 映画「300 〈スリーハンドレッド〉」「ウォッチメン」の監督
- ロジャー・エイヴァリー - 映画監督および脚本家（映画「パルプ・フィクション」でアカデミー脚本賞受賞）
- 奥山清行 - フェラーリ・エンツォフェラーリなどをデザイン（トランスポーテーションデザイン学科の学科長も務めた）
- シド・ミード - SF映画作品等の工業デザインにおける世界的な第一人者
- マイク・シノダ - リンキン・パーク、フォート・マイナーなどで活躍するミュージシャン（同じくリンキン・パークのDJであるジョー・ハーンも在学していた)
- マーク・ライデン（英語） - 美術作家およびポップアートイラストレーター
- ターセム・シン - MTVやテレビCMの映像作家
- スタン坂井 - 叙事伝「兎用心棒」の作者で漫画家
- 土屋秋野 - GMで活躍中の女性デザイナー
- 榮久庵憲司 - GKインダストリアルデザイン所長
- 中村史郎 - 日産自動車のチーフクリエイティブオフィサー
- クリス・バングル - 元BMWグループのチーフ・デザイナー
- フミ・ササダ - ブラビス・インターナショナル創設者で代表取締役社長
- 杉本博司 - ニューヨークおよび東京を活動の拠点としている写真家
- 原田則彦 - ザガートのチーフデザイナー
- エリック・クルス- 広告代理店 Wieden+Kennedy Tokyo のクリエイティブディレクター
- ティファニー・コーセル - 広告代理店 Crispin Porter + Bogusky（英語） のVP/クリエイティブディレクター
- 俣野努 - 初代ユーノスロードスターのスタディモデルを手がけたカーデザイナー
- マイケル・リン - 金沢21世紀美術館の壁画アートなどを手がけた台湾の現代美術家[12]
- 太田岳 -日本デザインセンター ブランドデザイン研究所 クリエイティブディレクター